# 同羽复叶耳蕨
同羽复叶耳蕨（学名：Arachniodes similis）为鳞毛蕨科复叶耳蕨属下的一个种。